# Ouèssè (Arrondissement)
Ouèssè est un arrondissement du département Collines au Bénin.

## Géographie
Ouèssè est une division administrative sous la juridiction de la commune de Ouèssè,.

## Démographie
Selon le recensement de la population effectué par l'Institut National de la Statistique Bénin en 2013, Ouèssè compte 15658 habitants pour une population masculine de 7901 contre 7757 femmes pour un ménage de 2386.